# Tokugava Művészeti Múzeum

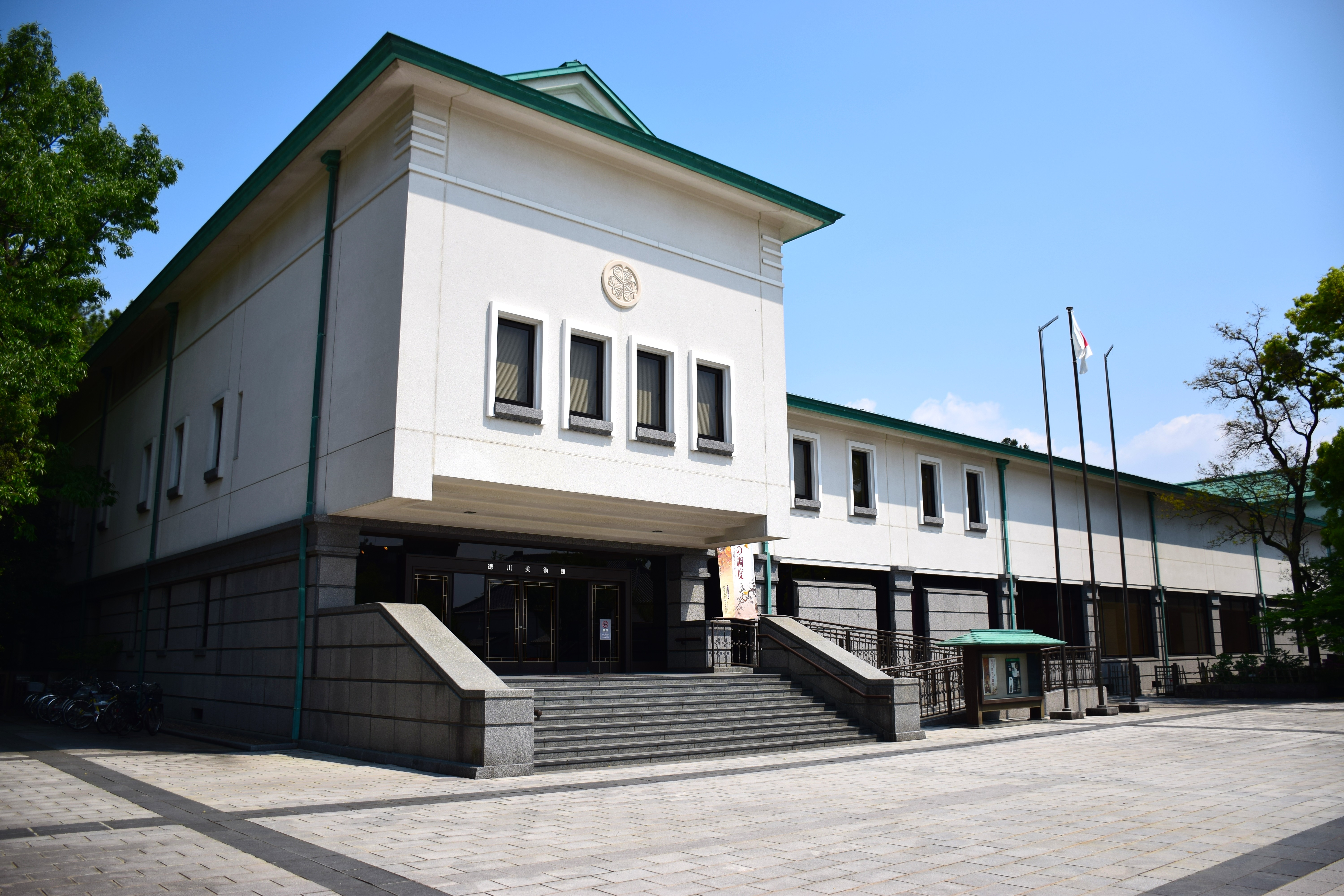
Tokugava Művészeti Múzeum Nagojában

A Tokugava Művészeti Múzeum (徳川美術館; Hepburn-átírással: Tokugawa Bijutsukan) egy magánmúzeum, mely Nagojában, közép Japánban található. A gyűjtemény körülbelül 12000 kiállítási tárgyat tartalmaz. Kardokat, páncélokat, lakkbútorokat, nó jelmezeket és maszkokat, kínai és japán kerámiákat, illetve kalligráfiákat láthatunk benne. Továbbá megcsodálhatjuk a kínai Szung- és Jüan-dinasztia korabeli festményeket is.

## Története
Japánban több magánmúzeumtól eltérően, melyek gyűjteményeit vállalatok vagy vállalkozók gyűjtötték össze a modern korból, a Tokugava Művészeti Múzeum megörökölt műtárgyakkal rendelkezik. A múzeumot az Ovari Tokugava Reimeikai Alapítvány tartja fenn, melyet 1931-ben Tokugava Josicsika (1886-1976) alapított meg. Ő volt a 19. irányítója az Ovari családnak, mely a Tokugava klán alá tartozott. Annak érdekében hozta létre a múzeumot, hogy megőrizze a klán felbecsülhetetlen értékű művészeti kincseit, berendezéseit és családi ereklyéit. 
A múzeum főépülete az 1930-as években épült klasszikus japán stílusban nyugati stíluselemekkel ötvözve.

## Gyűjteménye

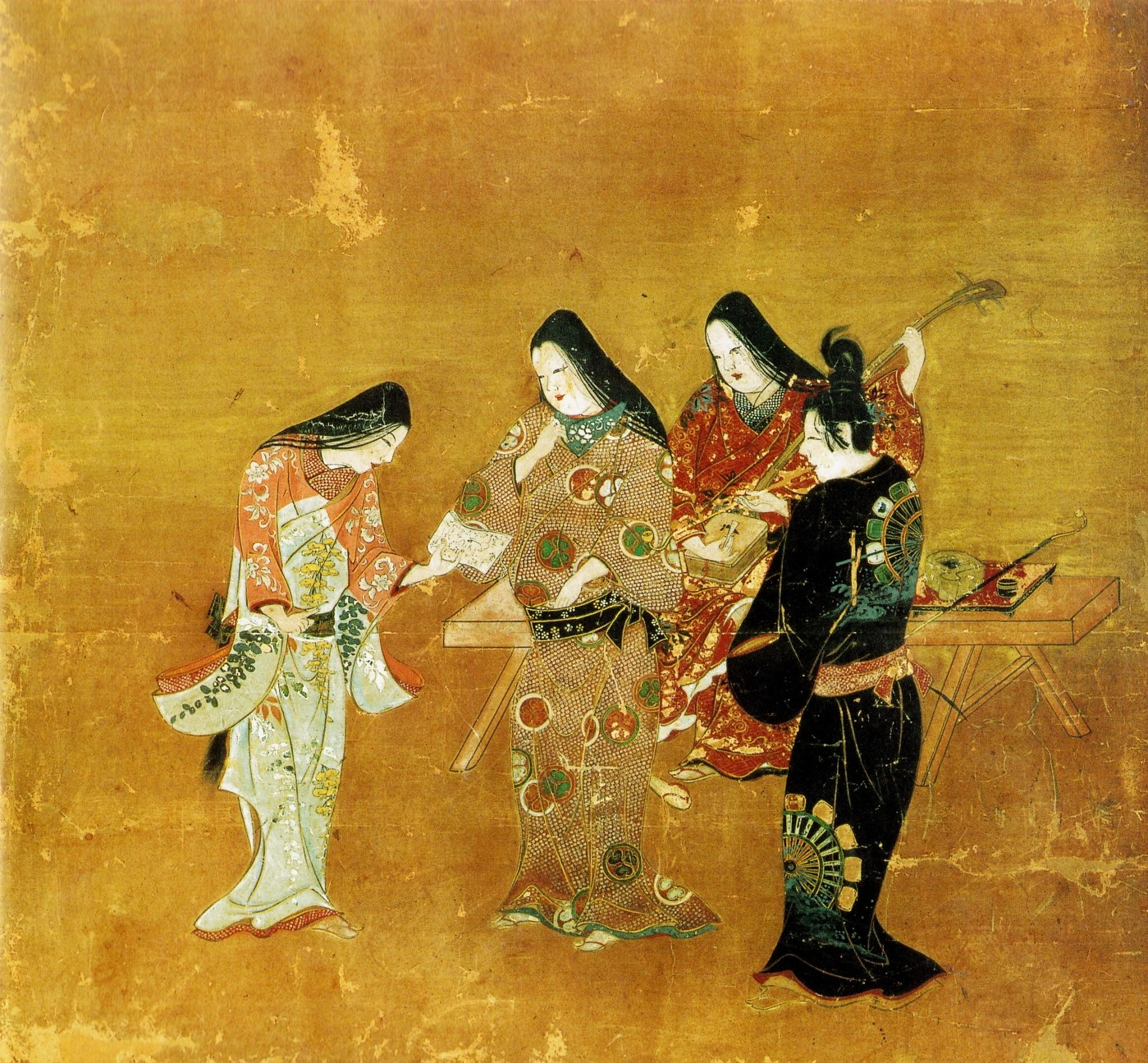
Szenhime és Honda Heihacsiró (17. század

Az állandó kiállítás bemutat másolatokat is a korabeli lakónegyedekből is. A látogató megcsodálhatja, hogy az akkori japán teaház vagy a nó színpad hogyan nézett ki. A múzeum rendez időszaki kiállításokat is, abban az épületben, melyet nemzeti kultúrkincsnek  nyilvánítottak.

## Fordítás
- Ez a szócikk részben vagy egészben  a   Tokugawa Art Museum című angol Wikipédia-szócikk ezen változatának fordításán alapul.  Az eredeti cikk szerkesztőit annak laptörténete sorolja fel. Ez a jelzés csupán a megfogalmazás eredetét és a szerzői jogokat jelzi, nem szolgál a cikkben szereplő információk forrásmegjelöléseként.